# Stratiomys velutina
Stratiomys velutina är en tvåvingeart som beskrevs av Jacques-Marie-Frangile Bigot 1879. Stratiomys velutina ingår i släktet Stratiomys och familjen vapenflugor. Inga underarter finns listade i Catalogue of Life.